# Plaketa Za záchranu života (Český červený kříž)
Plaketa Za záchranu života je ocenění udělované od roku 1983 Výkonnou radou Československého červeného kříže a posléze Českého červeného kříže.

## Podmínky udělení
Uděluje se laickým zachráncům života „za projev osobní statečnosti a rozhodnosti vyjádřené osobním zásahem vedoucím k poskytnutí první pomoci spoluobčanům bezprostředně ohroženým na životě.“ K ocenění může být navržen každý občan České republiky, ocenění se předává jednou ročně na slavnostním shromáždění na významných místech v Praze.
Do roku 2023 bylo uděleno 255 těchto ocenění.

### Kritéria udělení
- poskytnutí první pomoci, která prokazatelně vedla k záchraně lidského života
- vyproštění ohrožených osob, při něm došlo nebo mohlo dojít k ohrožení života zachránce
- poskytnutí osobní pomoci při tonutí, při riziku zmrznutí
- v případech zasluhujících zvláštní pozornost, které se mohou rovnat život zachraňujícím úkonům[4]

## Držitelé

### 2023
Ocenění nebylo udělováno.

### 2022 (Valdštejnský palác – Hlavní sál)
Ocenění bylo uděleno 1 osobě.

### 2021
Ocenění nebylo udělováno.

### 2020
Ocenění nebylo udělováno.

### 2019 (Palác Žofín)
- Lukáš Kozel, Metoděj Renza[7], Ivan Valenta, Jaromír Korčák a Štěpán Burgr, Vít Penka a Matěj Šindelář[8]

### 2018 (Valdštejnský palác – Hlavní sál)
- Jiří Kopal[9][10]

### 2017 (Valdštejnský palác – Hlavní sál)
- Pavla Henzlová, Jitka Křížová[11]

### 2016 (Valdštejnský palác – Hlavní sál)
- Karel Janderka[12]

### 2015 (Valdštejnský palác – Jednací sál)
- Matyáš Pocklan[13][14], Lukáš Sagalinec[15]

### 2014 (Valdštejnský palác – Jednací sál)
- Ondřej Machoň[16][17]

### 2008 (Brožíkův Sál – Staroměstská radnice)
- Ocenění bylo uděleno 6 osobám.[18]